# Torrenticola sierrensis
Torrenticola sierrensis är en kvalsterart som först beskrevs av Marshall 1943.  Torrenticola sierrensis ingår i släktet Torrenticola och familjen Torrenticolidae. Inga underarter finns listade i Catalogue of Life.